# SN 2007ut
SN 2007ut – supernowa typu Ia odkryta 7 grudnia 2007 roku w galaktyce A023023-0912. Jej jasność pozostaje nieznana.